# Nicoletia tergata
Nicoletia tergata är en insektsart som beskrevs av Claudia E. Mills 1940. Nicoletia tergata ingår i släktet Nicoletia och familjen Nicoletiidae. Inga underarter finns listade i Catalogue of Life.